# Murs-et-Gélignieux

Murs-et-Gélignieux este o comună în departamentul Ain din estul Franței.